# زمین‌شناسی کویت
زمین‌شناسی کویت شامل توالی‌های رسوبی بسیار ضخیم و دارای نفت و گاز از دوره میانه‌زیستی و نوزیستی است. کویت کشوری در غرب آسیا است که در لبه شمالی عربستان شرقی در انتهای خلیج فارس قرار دارد.

## تاریخ زمین‌شناسی، چینه‌شناسی و زمین‌ساخت
قدیمی‌ترین سنگ‌های زیرزمینی بلورین در زیر کویت به دلیل ضخامت سنگ‌های رسوبی پوشاننده، به خوبی شناخته نشده‌اند. در اوایل دهه ۱۹۶۰، یک چاه عمیق ۱۳۸۵۳ فوتی در میدان نفتی بورگان تنها به صخره‌های مربوط به دوره تریاس از جمله خاک رس، مارن، سنگ آهک، پلمه‌سنگ و انیدریت رسید. این سنگ توسط ۴۵۰۰ فوت سنگ ژوراسیک، عمدتاً سنگ آهک، اما با ۱۳۰۰ فوت انیدریت، که احتمالاً مربوط به انیدریت هیث در عربستان سعودی است، پوشانده شده‌است. 
سنگ‌های کرتاسه تا ۶۰۰۰ فوت در جنوب شرقی یا ۱۰۰۰۰ فوت در شمال غربی ضخامت دارند که عمدتاً سنگ آهک، پلمه‌سنگ و ماسه سنگ متعلق به سازند زبیر و سازند بورگان است. سنگ‌های نوسنگی نزدیک به سطح به خوبی مورد بررسی قرار گرفته‌اند. سنگ‌هایی با ضخامت ۳۵۰۰ تا ۲۵۰۰ فوت مربوط به پالئوسن و ائوسن، با سنگ آهک و تبخیر سازند روس مربوط می‌شوند. رخنون‌های گروه کویت در جنوب شرقی با ماسه‌سنگ رسی بیرون می‌زند. 
وارا و بورگان دارای تپه‌هایی هستند که پوشیده از ماسه سنگ و چرت فرسوده است. در واقع سنگ آهک چرت در تپه گورین تا دو فوت ضخامت دارد. این سنگ‌ها با هم در طی پلیوسن، میوسن و پلیستوسن به وجود آمدند. سازند غار در «جال الزور» با ماسه‌سنگ‌های دانه‌درشت یا سنگ‌ریزه و بسترهای رسی سبز از الیگوسن و میوسن قابل شناسایی است. این کشور دارای رسوبات کواترنر گسترده‌ای مانند ماسه‌های ساحلی است که با کربنات کلسیم، گل و لای دلتایی و جزر و مدی در جزیره بوبیان و در شمال شرقی و همچنین ماسه‌های بادی جوش داده شده‌اند. سازند دبدبه از میوسن تا پلیستوسن بر روی سازند فارس سفلی فسیلی با بسترهای رسی شنی گچی و سنگریزه‌های آذرین و دگرگونی درشت پوشانده شده‌است.